# FAカップ2020-2021
FAカップ2020-2021は、2020年8月31日から2021年5月15日の期間に開催される、通算140回目のFAカップである。なお、今シーズンは新型コロナウイルス感染拡大による過密日程を緩和させるため再試合が行われない。レスター・シティが初優勝を果たした。

## 日程
| 試合     | 組み合わせ抽選会 | 開催日                 | 備考                                               |
| -------- | ---------------- | ---------------------- | -------------------------------------------------- |
| 予選     |                  | 2020年8月31日-10月26日 | 5部～10部参加                                      |
| 1回戦    | 2020年10月26日   | 2020年11月6日-26日     | リーグ1 (3部)、リーグ2 (4部)、予選勝者参加         |
| 2回戦    | 2020年11月9日    | 2020年11月27日-30日    |                                                    |
| 3回戦    | 2020年11月30日   | 2021年1月8日-19日      | プレミアリーグ (1部)、チャンピオンシップ (2部)参加 |
| 4回戦    | 2021年2月11日    | 2021年1月22日-26日     |                                                    |
| 5回戦    | 2021年2月11日    | 2021年2月9日-11日      |                                                    |
| 準々決勝 | 2021年1月11日    | 2021年3月20日・21日    |                                                    |
| 準決勝   | 2021年3月21日    | 2021年4月17日・18日    |                                                    |
| 決勝     | 2021年3月21日    | 2021年5月15日          |                                                    |

## 予選
イングランドの5部～10部の各ディビジョンに所属するクラブが参加。予備予選1回戦、同2回戦、予選1回戦、予選2回戦、予選3回戦、予選4回戦の計6回戦制で、最終の予選4回戦に勝利した32クラブが本戦に参加する権利を得る。
| 5部 12クラブ | 6部 10クラブ | 7部以下 10クラブ |
| - バーネット - ボレアム・ウッド - ブロムリー - ダゲナム&レッドブリッジ - イーストリー - ハートリプール・ユナイテッド - キングズ・リン・タウン - ソーリハル・ムーアズ - ストックポート・カウンティ - トーキー・ユナイテッド - ウォキング - ヨーヴィル・タウン | - AFCフィルド - ブラックリー・タウン - チョーリー - コンコード・レンジャーズ - ダーリントン - イーストボーン・ボロ - ハヴァント&ウォータールーヴィル - ハンプトン&リッジモンド・ボロ - オックスフォード・シティ - トンブリッジ・エンジェルズ | 7部 - バンベリー・ユナイテッド - ビショップズ・ストートフォード - ヘイズ&イェディング・ユナイテッド - サウス・シールズ - ユナイテッド・オブ・マンチェスター 8部 - キャンヴェイ・アイランド - クレイ・バレー・ペーパー・ミルズ - マリン - モールドン&ティプトリー 9部 - スケルマーズデイル・ユナイテッド 10部 - 予選勝ち上がりクラブなし |

## 1回戦
組み合わせ抽選会は、2020年10月26日に行われた。このラウンドからは、リーグ1 (3部)の24クラブ、リーグ2 (4部)の24クラブと、予選を勝ち上がった32クラブが参加する。なお、勝ち残っているクラブで最も低いディビジョンのクラブは、9部に所属するスケルマーズデイル・ユナイテッド (ノースウェストカウンティーズリーグ)である。
| プレミアリーグ (1部) | チャンピオンシップ (2部) | リーグ1 (3部) | リーグ2 (4部) | 予選 (5部以下) | 合計      |
| -------------------- | ------------------------ | ------------- | ------------- | -------------- | --------- |
| 20 / 20              | 24 / 24                  | 24 / 24       | 24 / 24       | 32 / 32        | 124 / 124 |

| チーム #1                              | スコア          | チーム #2                            | レポート |
| -------------------------------------- | --------------- | ------------------------------------ | -------- |
| 2020年11月6日                          |                 |                                      |          |
| ハローゲート・タウン (4)               | 4 - 1           | スケルマーズデイル・ユナイテッド (9) | レポート |
| 2020年11月7日                          |                 |                                      |          |
| トンブリッジ・エンジェルズ (6)         | 0 - 7           | ブラッドフォード・シティ (4)         | レポート |
| エクセター・シティ (4)                 | 2 - 1           | AFCフィルド (6)                      | レポート |
| レイトン・オリエント (4)               | 1 - 2           | ニューポート・カウンティ (4)         | レポート |
| サンダーランド (3)                     | 0 - 1           | マンスフィールド・タウン (4)         | レポート |
| ボルトン・ワンダラーズ (4)             | 2 - 3           | クルー・アレクサンドラ (3)           | レポート |
| オックスフォード・ユナイテッド (3)     | 1 - 2           | ピーターバラ・ユナイテッド (3)       | レポート |
| ウォルソール (4)                       | 1 - 2           | ブリストル・ローヴァーズ (3)         | レポート |
| ロッチデール (3)                       | 1 - 2           | ストックポート・カウンティ (5)       | レポート |
| スウィンドン・タウン (3)               | 1 - 2           | ダーリントン (6)                     | レポート |
| トレンメア・ローヴァーズ (4)           | 2 - 1           | アクリントン・スタンリー (3)         | レポート |
| ブロムリー (5)                         | 0 - 1 (延長)    | ヨーヴィル・タウン (5)               | レポート |
| チェルトナム・タウン (4)               | 3 - 1           | サウス・シールズ (7)                 | レポート |
| スティヴネイジ (4)                     | 2 - 2 (5-4 (p)) | コンコード・レンジャーズ (6)         | レポート |
| ジリンガム (3)                         | 3 - 2           | ウォキング (5)                       | レポート |
| チャールトン・アスレティック (3)       | 0 - 1           | プリマス・アーガイル (3)             | レポート |
| サルフォード・シティ (4)               | 2 - 0 (延長)    | ハートリプール・ユナイテッド (5)     | レポート |
| ハル・シティ (3)                       | 2 - 0           | フリートウッド・タウン (3)           | レポート |
| コルチェスター・ユナイテッド (4)       | 1 - 1 (3-5 (p)) | マリン (8)                           | レポート |
| ダゲナム&レッドブリッジ (5)            | 3 - 1           | グリムズビー・タウン (4)             | レポート |
| ケンブリッジ・ユナイテッド (4)         | 0 - 2           | シュルーズベリー・タウン (3)         | レポート |
| ブラックリー・タウン (6)               | 3 - 3 (3-2 (p)) | ビショップズ・ストートフォード (7)   | レポート |
| ボレアム・ウッド (5)                   | 3 - 3 (4-3 (p)) | サウスエンド・ユナイテッド (4)       | レポート |
| イプスウィッチ・タウン (3)             | 2 - 3           | ポーツマス (3)                       | レポート |
| ポート・ヴェイル (4)                   | 0 - 1           | キングズ・リン・タウン (5)           | レポート |
| リンカーン・シティ (3)                 | 6 - 2           | フォレストグリーン・ローヴァーズ (4) | レポート |
| バンベリー・ユナイテッド (7)           | 1 - 2           | キャンヴェイ・アイランド (8)         | レポート |
| ユナイテッド・オブ・マンチェスター (7) | 1 - 5           | ドンカスター・ローヴァーズ (3)       | レポート |
| 2020年11月8日                          |                 |                                      |          |
| スカンソープ・ユナイテッド (4)         | 2 - 3           | ソーリハル・ムーアズ (5)             | レポート |
| ハヴァント&ウォータールーヴィル (6)    | 1 - 0           | クレイ・バレー・ペーパー・ミルズ (8) | レポート |
| バーネット (5)                         | 1 - 0           | バートン・アルビオン (3)             | レポート |
| ウィガン・アスレティック (3)           | 2 - 3 (延長)    | チョーリー (6)                       | レポート |
| モールドン&ティプトリー (8)            | 0 - 1           | モアカム (4)                         | レポート |
| トーキー・ユナイテッド (5)             | 5 - 6 (延長)    | クローリー・タウン (4)               | レポート |
| ヘイズ&イェディング・ユナイテッド (7)  | 2 - 2 (3-4 (p)) | カーライル・ユナイテッド (4)         | レポート |
| イーストリー (5)                       | 0 - 0 (3-4 (p)) | ミルトン・キーンズ・ドンズ (3)       | レポート |
| ハンプトン&リッジモンド・ボロ (6)      | 2 - 3           | オールダム・アスレティック (4)       | レポート |
| イーストボーン・ボロ (6)               | 0 - 3           | ブラックプール (3)                   | レポート |
| 2020年11月9日                          |                 |                                      |          |
| オックスフォード・シティ (6)           | 2 - 1           | ノーサンプトン・タウン (3)           | レポート |
| 2020年11月26日                         |                 |                                      |          |
| バロー (4)                             | 0 - 0 (2-4 (p)) | AFCウィンブルドン (3)                | レポート |

## 2回戦
組み合わせ抽選会は、2020年11月9日に行われた なお、勝ち残っているクラブで最も低いディビジョンのクラブは、8部に所属するマリンとキャンヴェイ・アイランド (ノーザンプレミアリーグ・ディヴィジョン1・ウェスト)・(イスミアンリーグ・ディヴィジョン1・ノース)である。
| プレミアリーグ (1部) | チャンピオンシップ (2部) | リーグ1 (3部) | リーグ2 (4部) | 予選 (5部以下) | 合計     |
| -------------------- | ------------------------ | ------------- | ------------- | -------------- | -------- |
| 20 / 20              | 24 / 24                  | 13 / 24       | 13 / 24       | 14 / 32        | 84 / 124 |

| チーム #1                      | スコア          | チーム #2                           | レポート |
| ------------------------------ | --------------- | ----------------------------------- | -------- |
| 2020年11月27日                 |                 |                                     |          |
| トレンメア・ローヴァーズ (4)   | 1 - 0           | ブラックリー・タウン (6)            | レポート |
| 2020年11月28日                 |                 |                                     |          |
| モアカム (4)                   | 4 - 2 (延長)    | ソーリハル・ムーアズ (5)            | レポート |
| ニューポート・カウンティ (4)   | 3 - 0           | サルフォード・シティ (4)            | レポート |
| ジリンガム (3)                 | 2 - 3           | エクセター・シティ (4)              | レポート |
| ハローゲート・タウン (4)       | 0 - 4           | ブラックプール (3)                  | レポート |
| プリマス・アーガイル (3)       | 2 - 0           | リンカーン・シティ (3)              | レポート |
| ポーツマス (3)                 | 6 - 1           | キングズ・リン・タウン (5)          | レポート |
| チェルトナム・タウン (4)       | 2 - 1 (延長)    | クルー・アレクサンドラ (3)          | レポート |
| ブラッドフォード・シティ (4)   | 1 - 2           | オールダム・アスレティック (4)      | レポート |
| ピーターバラ・ユナイテッド (3) | 1 - 2           | チョーリー (6)                      | レポート |
| 2020年11月29日                 |                 |                                     |          |
| スティヴネイジ (4)             | 1 - 1 (6-5 (p)) | ハル・シティ (3)                    | レポート |
| AFCウィンブルドン (3)          | 1 - 2           | クローリー・タウン (4)              | レポート |
| ストックポート・カウンティ (5) | 3 - 2 (延長)    | ヨーヴィル・タウン (5)              | レポート |
| シュルーズベリー・タウン (3)   | 1 - 0 (延長)    | オックスフォード・シティ (6)        | レポート |
| マンスフィールド・タウン (4)   | 2 - 1 (延長)    | ダゲナム&レッドブリッジ (5)         | レポート |
| カーライル・ユナイテッド (4)   | 1 - 2           | ドンカスター・ローヴァーズ (3)      | レポート |
| バーネット (5)                 | 0 - 1           | ミルトン・キーンズ・ドンズ (3)      | レポート |
| ブリストル・ローヴァーズ (3)   | 6 - 0           | ダーリントン (6)                    | レポート |
| マリン (8)                     | 1 - 0 (延長)    | ハヴァント&ウォータールーヴィル (6) | レポート |
| 2020年11月30日                 |                 |                                     |          |
| キャンヴェイ・アイランド (8)   | 0 - 3           | ボレアム・ウッド (5)                | レポート |

## 3回戦
組み合わせ抽選会は、2020年11月30日に行われた。このラウンドから、プレミアリーグ (1部)の20クラブ、チャンピオンシップ (2部)の24クラブが参加する。なお、勝ち残っているクラブで最も低いディビジョンのクラブは、8部に所属するマリン (ノーザンプレミアリーグ・ディヴィジョン1・ウェスト)である。
| プレミアリーグ (1部) | チャンピオンシップ (2部) | リーグ1 (3部) | リーグ2 (4部) | 予選 (5部以下) | 合計     |
| -------------------- | ------------------------ | ------------- | ------------- | -------------- | -------- |
| 20 / 20              | 24 / 24                  | 7 / 24        | 9 / 24        | 4 / 32         | 64 / 124 |

| 2021年1月8日 | ウルヴァーハンプトン・ワンダラーズ (1) | 1 - 0    | クリスタル・パレス (1) | ウルヴァーハンプトン                                                  |  |
| 19:45        | トラオレ 35分                          | レポート |                        | 競技場: モリニュー・スタジアム 観客数: 0人 主審: デイヴィッド・コート |  |

| 2021年1月8日 | アストン・ヴィラ (1) | 1 - 4    | リヴァプール (1)                                   | バーミンガム                                                |  |
| 19:45        | バリー 41分          | レポート | マネ 4分, 63分 · ワイナルドゥム 60分 · サラー 65分 | 競技場: ヴィラ・パーク 観客数: 0人 主審: クレイグ・ポーソン |  |

| 2021年1月9日 | エヴァートン (1)           | 2 - 1 (延長) | ロザラム・ユナイテッド (2) | リヴァプール                                                            |  |
| 12:00        | トスン 9分 · ドゥクレ 93分 | レポート     | オロスンデ 56分            | 競技場: グディソン・パーク 観客数: 0人 主審: スチュアート・アットウェル |  |

| 2021年1月9日 | ノッティンガム・フォレスト (2) | 1 - 0    | カーディフ・シティ (2) | ノッティンガム                                                    |  |
| 12:00        | テイラー 3分                   | レポート |                        | 競技場: シティ・グラウンド 観客数: 0人 主審: デイヴィッド・ウェブ |  |

| 2021年1月9日 | ボレアム・ウッド (5) | 0 - 2    | ミルウォール (2)                | ボレアム・ウッド                                            |  |
| 12:00        |                      | レポート | ゾホレ 31分 · ハッチンソン 74分 | 競技場: メドウ・パーク 観客数: 0人 主審: ベン・スピーディー |  |

| 2021年1月9日 | ルートン・タウン (2) | 1 - 0    | レディング (2) | ルートン                                                      |  |
| 12:00        | モンカー 30分        | レポート |                | 競技場: ケニルワース・ロード 観客数: 0人 主審: ダレン・ボンド |  |

| 2021年1月9日 | ノリッジ・シティ (2)        | 2 - 0    | コヴェントリー・シティ (2) | ノリッジ                                                          |  |
| 12:00        | マクリーン 6分 · ハギル 7分 | レポート |                            | 競技場: キャロウ・ロード 観客数: 0人 主審: ダレン・ドライスデール |  |

| 2021年1月9日 | チョーリー (6)                  | 2 - 0    | ダービー・カウンティ (2) | チョーリー                                                        |  |
| 12:15        | ホール 10分 · カルヴァリー 84分 | レポート |                          | 競技場: ヴィクトリー・パーク 観客数: 0人 主審: ケヴィン・フレンド |  |

| 2021年1月9日 | ボーンマス (2)                                      | 4 - 1    | オールダム・アスレティック (4) | ボーンマス                                                              |  |
| 15:00        | ブルックス 43分 · リケルメ 49分 · キング 74分, 86分 | レポート | バアンブラ 45+1分 (pen.)       | 競技場: バイタリティ・スタジアム 観客数: 0人 主審: アンディ・ウールマー |  |

| 2021年1月9日 | スティヴネイジ (4) | 0 - 2    | スウォンジー・シティ (2)             | スティーブニッジ                                                   |  |
| 15:00        |                    | レポート | ラウトリッジ 7分 · ギェキレシュ 50分 | 競技場: Lamexスタジアム 観客数: 0人 主審: マイケル・ソールズベリー |  |

| 2021年1月9日 | ブリストル・ローヴァーズ (3)    | 2 - 3    | シェフィールド・ユナイテッド (1)              | ブリストル                                                          |  |
| 15:00        | キルグール 21分 · エーマー 62分 | レポート | デイ 6分 (o.g.) · バーク 59分 · ボーグル 63分 | 競技場: メモリアル・スタジアム 観客数: 0人 主審: キース・ストラウド |  |

| 2021年1月9日 | ブラックバーン・ローヴァーズ (2) | 0 - 1    | ドンカスター・ローヴァーズ (3) | ブラックバーン                                                      |  |
| 15:00        |                                  | レポート | リチャーズ 42分                | 競技場: イーウッド・パーク 観客数: 0人 主審: サミュエル・バーロット |  |

| 2021年1月9日 | ストーク・シティ (2) | 0 - 4    | レスター・シティ (1)                                                  | ストーク＝オン＝トレント                                      |  |
| 15:00        |                      | レポート | ジャスティン 34分 · オルブライトン 59分 · ペレス 79分 · バーンズ 81分 | 競技場: Bet365スタジアム 観客数: 0人 主審: トニー・ハリントン |  |

| 2021年1月9日 | ウィコム・ワンダラーズ (2)                                                     | 4 - 1    | プレストン・ノース・エンド (2) | ハイ・ウィコム                                                |  |
| 15:00        | オニェディンマ 3分 · ジェイコブソン 9分 (pen.) · ナイト 25分 · サミュエル 82分 | レポート | ヤコブセン 43分                | 競技場: アダムス・パーク 観客数: 0人 主審: マーク・ドノヒュー |  |

| 2021年1月9日                                         | バーンリー (1)  | 1 - 1 (延長) (4-3 PK戦)                                | ミルトン・キーンズ・ドンズ (3) | バーンリー                                                |  |
| 15:00                                                | ヴィドラ 90+4分 | レポート                                               | ジェローム 29分                | 競技場: ターフ・ムーア 観客数: 0人 主審: ジョナサン・モス |  |
|                                                      |                 | PK戦                                                   |                                |                                                           |  |
| ヴィドラ ロートン スティーブンス ベンソン バーズリー |                 | プール メイソン ソーレンセン グラッドウィン フレイザー |                                |                                                           |  |

| 2021年1月9日 | クイーンズ・パーク・レンジャーズ (2) | 0 - 2 (延長) | フラム (1)                    | シェパーズ・ブッシュ, ロンドン                                                                  |  |
| 15:00        |                                      | レポート     | リード 104分 · ケバノ 105+3分 | 競技場: カイヤン・プリンス・ファウンデーション・スタジアム 観客数: 0人 主審: サイモン・フーパー |  |

| 2021年1月9日 | エクセター・シティ (4) | 0 - 2    | シェフィールド・ウェンズデイ (2) | エクセター                                                                      |  |
| 15:00        |                        | レポート | リーチ 27分 · パターソン 90分    | 競技場: セント・ジェームズ・パーク 観客数: 0人 主審: ディーン・ホワイトストーン |  |

| 2021年1月9日                                       | ブラックプール (3)              | 2 - 2 (延長) (3-2 PK戦)                                        | ウェスト・ブロムウィッチ・アルビオン (1)       | ブラックプール                                                          |  |
| 15:00                                              | イェーツ 40分 · マディーン 66分 | レポート                                                       | アジャイ 52分 · マテウス・ペレイラ 80分 (pen.) | 競技場: ブルームフィールド・ロード 観客数: 0人 主審: ジョン・ブルックス |  |
|                                                    |                                 | PK戦                                                           |                                                |                                                                         |  |
| イェーツ ダウゴール ハズバンド マディーン カイカイ |                                 | グロシツキ エドワーズ ファーロング リバモア マテウス・ペレイラ |                                                |                                                                         |  |

| 2021年1月9日 | アーセナル (1)                          | 2 - 0 (延長) | ニューカッスル・ユナイテッド (1) | ホロウェイ, ロンドン                                                |  |
| 17:30        | スミス・ロウ 109分 · オーバメヤン 117分 | レポート     |                                  | 競技場: エミレーツ・スタジアム 観客数: 0人 主審: クリス・カヴァナー |  |

| 2021年1月9日 | ハダースフィールド・タウン (2) | 2 - 3    | プリマス・アーガイル (3)                      | ハダースフィールド                                                          |  |
| 18:00        | クリックロー 4分 · ロウ 32分   | レポート | ハーディ 24分 · カマラ 42分 · エドワーズ 70分 | 競技場: ザ・ジョン・スミスズ・スタジアム 観客数: 0人 主審: マーティン・コイ |  |

| 2021年1月9日 | ブレントフォード (2)                | 2 - 1    | ミドルズブラ (2) | ブレントフォード, ロンドン                                      |  |
| 18:00        | デルヴィショール 35分 · ゴドス 64分 | レポート | フォラリン 48分  | 競技場: グリフィン・パーク 観客数: 0人 主審: ティム・ロビンソン |  |

| 2021年1月9日 | マンチェスター・ユナイテッド (1) | 1 - 0    | ワトフォード (2) | マンチェスター                                                        |  |
| 20:00        | マクトミネイ 5分                 | レポート |                  | 競技場: オールド・トラッフォード 観客数: 0人 主審: アンディ・マドレー |  |

| 2021年1月10日 | バーンズリー (2)                       | 2 - 0    | トレンメア・ローヴァーズ (4) | バーンズリー                                                      |  |
| 13:30         | ヘリク 59分 · ウッドロー 90+5分 (pen.) | レポート |                              | 競技場: オークウェル 観客数: 0人 主審: オリヴァー・ラングフォード |  |

| 2021年1月10日 | クローリー・タウン (4)                        | 3 - 0    | リーズ・ユナイテッド (1) | クローリー                                                                          |  |
| 13:30         | サロラ 50分 · ナデサン 53分 · タニクリフ 70分 | レポート |                          | 競技場: ザ・ピープルズ・ペンション・スタジアム 観客数: 0人 主審: ピーター・バンクス |  |

| 2021年1月10日 | ブリストル・シティ (2)              | 2 - 1    | ポーツマス (3)     | ブリストル                                                              |  |
| 13:30         | ディエディウ 19分 · マーティン 83分 | レポート | ジョンソン 45+1+分 | 競技場: アシュトン・ゲート・スタジアム 観客数: 0人 主審: リー・ダウティ |  |

| 2021年1月10日 | マンチェスター・シティ (1)                     | 3 - 0    | バーミンガム・シティ (2) | マンチェスター                                                        |  |
| 13:30         | ベルナルド・シウバ 8分, 15分 · フォーデン 33分 | レポート |                          | 競技場: エティハド・スタジアム 観客数: 0人 主審: ロバート・ジョーンズ |  |

| 2021年1月10日 | チェルシー (1)                                                            | 4 - 0    | モアカム (4) | フラム, ロンドン                                                        |  |
| 13:30         | マウント 18分 · ヴェルナー 44分 · ハドソン＝オドイ 49分 · ハフェルツ 85分 | レポート |              | 競技場: スタンフォード・ブリッジ 観客数: 0人 主審: ダレン・イングランド |  |

| 2021年1月10日 | チェルトナム・タウン (4) | 2 - 1 (延長) | マンスフィールド・タウン (4) | チェルトナム                                                                |  |
| 13:30         | メイ 73分 · ボイル 119分 | レポート     | マクラフリン 3分             | 競技場: ザ・ジョニー＝ロックス・スタジアム 観客数: 0人 主審: トム・ニールド |  |

| 2021年1月10日 | マリン (8) | 0 - 5    | トッテナム・ホットスパー (1)                                                        | クロズビー                                                      |  |
| 17:00         |            | レポート | カルロス・ヴィニシウス 24分, 30分, 37分 · ルーカス・モウラ 32分 · ディヴァイン 60分 | 競技場: ロセット・パーク 観客数: 0人 主審: マイケル・オリヴァー |  |

| 2021年1月10日                                                          | ニューポート・カウンティ (4) | 1 - 1 (延長) (3-4 PK戦)                                      | ブライトン&ホーヴ・アルビオン (1) | ニューポート                                                |  |
| 19:45                                                                  | ウェブスター 90+6分 (o.g.)   | レポート                                                     | マーチ 90分                       | 競技場: ロドニー・パレード 観客数: 0人 主審: リー・メイソン |  |
|                                                                        |                              | PK戦                                                         |                                   |                                                             |  |
| シーハン デメトリウ ラバディ テイラー シェファード プロクター ベネット |                              | グロス モペイ ビスマ ダンク トロサール プレパー ウェブスター |                                   |                                                             |  |

| 2021年1月11日 | ストックポート・カウンティ (5) | 0 - 1    | ウェストハム・ユナイテッド (1) | ストックポート                                                |  |
| 20:00         |                                | レポート | ドーソン 83分                  | 競技場: エッジリー・パーク 観客数: 0人 主審: マイク・ディーン |  |

| 2021年1月19日 | サウサンプトン (1)                            | 2 - 0    | シュルーズベリー・タウン (3) | サウサンプトン                                                            |  |
| 20:00         | エンルンドゥル 16分 · ウォード＝プラウズ 89分 | レポート |                              | 競技場: セント・メリーズ・スタジアム 観客数: 0人 主審: サイモン・フーパー |  |

## 4回戦
組み合わせ抽選会は、2021年1月11日に行われた。
| 2021年1月22日 | チョーリー (6) | 0 - 1    | ウルヴァーハンプトン・ワンダラーズ (1) | チョーリー                                                          |  |
| 19:45         |                | レポート | ヴィチーニャ 12分                      | 競技場: ヴィクトリー・パーク 観客数: 0人 主審: アンソニー・テイラー |  |

| 2021年1月23日 | サウサンプトン (1)     | 1 - 0    | アーセナル (1) | サウサンプトン                                                            |  |
| 12:15         | ガブリエウ 24分 (o.g.) | レポート |                | 競技場: セント・メリーズ・スタジアム 観客数: 0人 主審: ピーター・バンクス |  |

| 2021年1月23日 | スウォンジー・シティ (2)                                        | 5 - 1    | ノッティンガム・フォレスト (2) | スウォンジー                                                      |  |
| 15:00         | カレン 7分, 67分 · グライムス 29分, 61分 (pen.) · クーパー 84分 | レポート | クノッカール 56分              | 競技場: リバティ・スタジアム 観客数: 0人 主審: ケヴィン・フレンド |  |

| 2021年1月23日 | バーンズリー (2) | 1 - 0    | ノリッジ・シティ (2) | バーンズリー                                              |  |
| 15:00         | スタイルズ 56分  | レポート |                      | 競技場: オークウェル 観客数: 0人 主審: ジョン・ブルックス |  |

| 2021年1月23日 | ミルウォール (2) | 0 - 3    | ブリストル・シティ (2)                                   | ミルウォール, ロンドン                                |  |
| 15:00         |                  | レポート | ディエディウ 32分 (pen.) · ウェルズ 58分 · セメニョ 72分 | 競技場: ザ・デン 観客数: 0人 主審: トニー・ハリントン |  |

| 2021年1月23日 | ブライトン&ホーヴ・アルビオン (1) | 2 - 1    | ブラックプール (3) | ブライトン                                                    |  |
| 15:00         | ビスマ 27分 · アルザテ 58分       | レポート | マディーン 45+1分  | 競技場: AMEXスタジアム 観客数: 0人 主審: ダレン・イングランド |  |

| 2021年1月23日 | シェフィールド・ユナイテッド (1) | 2 - 1    | プリマス・アーガイル (3) | シェフィールド                                              |  |
| 15:00         | バシャム 39分 · シャープ 47分    | レポート | カマラ 75分              | 競技場: ブラモール・レーン 観客数: 0人 主審: リー・メイソン |  |

| 2021年1月23日 | ウェストハム・ユナイテッド (1)                                                  | 4 - 0    | ドンカスター・ローヴァーズ (3) | ストラトフォード, ロンドン                                          |  |
| 15:00         | フォルナルス 2分 · ヤルモレンコ 32分 · バトラー 53分 (o.g.) · アフォラヤン 78分 | レポート |                                | 競技場: ロンドン・スタジアム 観客数: 0人 主審: ロバート・ジョーンズ |  |

| 2021年1月23日 | チェルトナム・タウン (4) | 1 - 3    | マンチェスター・シティ (1)                        | チェルトナム                                                                            |  |
| 17:30         | メイ 59分                | レポート | フォーデン 81分 · ジェズス 84分 · トーレス 90+4分 | 競技場: ザ・ジョニー＝ロックス・スタジアム 観客数: 0人 主審: スチュアート・アットウェル |  |

| 2021年1月24日 | チェルシー (1)                | 3 - 1    | ルートン・タウン (2) | フラム, ロンドン                                                        |  |
| 12:00         | エイブラハム 11分, 17分, 74分 | レポート | クラーク 30分        | 競技場: スタンフォード・ブリッジ 観客数: 0人 主審: デイヴィッド・コート |  |

| 2021年1月24日 | フラム (1) | 0 - 3    | バーンリー (1)                      | フラム, ロンドン                                                  |  |
| 14:30         |            | レポート | ロドリゲス 31分, 71分 · ロング 81分 | 競技場: クレイヴン・コテージ 観客数: 0人 主審: アンディ・マドレー |  |

| 2021年1月24日 | ブレントフォード (2) | 1 - 3    | レスター・シティ (1)                                         | ブレントフォード, ロンドン                                        |  |
| 14:30         | ソーレンセン 7分     | レポート | ウンデル 46分 · ティーレマンス 51分 (pen.) · マディソン 71分 | 競技場: グリフィン・パーク 観客数: 0人 主審: マイケル・オリヴァー |  |

| 2021年1月24日 | マンチェスター・ユナイテッド (1)                                            | 3 - 2    | リヴァプール (1)  | マンチェスター                                                        |  |
| 17:00         | グリーンウッド 26分 · ラッシュフォード 48分 · ブルーノ・フェルナンデス 78分 | レポート | サラー 18分, 58分 | 競技場: オールド・トラッフォード 観客数: 0人 主審: クレイグ・ポーソン |  |

| 2021年1月24日 | エヴァートン (1)                                                | 3 - 0    | シェフィールド・ウェンズデイ (2) | リヴァプール                                                    |  |
| 20:00         | キャルバート＝ルーウィン 29分 · リシャーリソン 59分 · ミナ 62分 | レポート |                                  | 競技場: グディソン・パーク 観客数: 0人 主審: グレアム・スコット |  |

| 2021年1月25日 | ウィコム・ワンダラーズ (2) | 1 - 4    | トッテナム・ホットスパー (1)                                | ハイ・ウィコム                                              |  |
| 19:45         | オニェディンマ 25分        | レポート | ベイル 45+2分 · ウィンクス 86分 · エンドンベレ 87分, 90+3分 | 競技場: アダムス・パーク 観客数: 0人 主審: ジョナサン・モス |  |

| 2021年1月26日 | ボーンマス (2)                  | 2 - 1    | クローリー・タウン (4) | ボーンマス                                                            |  |
| 19:00         | ウィルシャー 24分 · キング 65分 | レポート | ニコルズ 59分          | 競技場: バイタリティ・スタジアム 観客数: 0人 主審: アンドレ・マリナー |  |

## 5回戦
組み合わせ抽選会は、2021年1月11日に行われた。
| 2021年2月9日 | バーンリー (1) | 0 - 2    | ボーンマス (2)                           | バーンリー                                                    |  |
| 17:30        |                | レポート | サリッジ 21分 · スタニスラス 88分 (pen.) | 競技場: ターフ・ムーア 観客数: 0人 主審: ダレン・イングランド |  |

| 2021年2月9日 | マンチェスター・ユナイテッド (1) | 1 - 0 (延長) | ウェストハム・ユナイテッド (1) | マンチェスター                                                        |  |
| 19:30        | マクトミネイ 97分                | レポート     |                                | 競技場: オールド・トラッフォード 観客数: 0人 主審: ポール・ティアニー |  |

| 2021年2月10日 | スウォンジー・シティ (2) | 1 - 3    | マンチェスター・シティ (1)                          | スウォンジー                                                      |  |
| 17:30         | ウィテカー 77分          | レポート | ウォーカー 30分 · スターリング 47分 · ジェズス 50分 | 競技場: リバティ・スタジアム 観客数: 0人 主審: ピーター・バンクス |  |

| 2021年2月10日 | シェフィールド・ユナイテッド (1) | 1 - 0    | ブリストル・シティ (2) | シェフィールド                                                    |  |
| 19:30         | シャープ 66分 (pen.)             | レポート | モーソン 65分          | 競技場: ブラモール・レーン 観客数: 0人 主審: ロバート・ジョーンズ |  |

| 2021年2月10日 | レスター・シティ (1) | 1 - 0    | ブライトン&ホーヴ・アルビオン (1) | レスター                                                              |  |
| 19:30         | イヘアナチョ 90+4分  | レポート |                                   | 競技場: キング・パワー・スタジアム 観客数: 0人 主審: マイク・ディーン |  |

| 2021年2月10日 | エヴァートン (1)                                                                                       | 5 - 4 (延長) | トッテナム・ホットスパー (1)                       | リヴァプール                                                      |  |
| 20:15         | キャルバート＝ルーウィン 36分 · リシャーリソン 38分, 68分 · シグルズソン 43分 (pen.) · ベルナルジ 97分 | レポート     | サンチェス 3分, 57分 · ラメラ 45+3分 · ケイン 83分 | 競技場: グディソン・パーク 観客数: 0人 主審: デイヴィッド・コート |  |

| 2021年2月11日 | ウルヴァーハンプトン・ワンダラーズ (1) | 0 - 2    | サウサンプトン (1)                    | ウルヴァーハンプトン                                              |  |
| 17:30         |                                        | レポート | イングス 49分 · アームストロング 90分 | 競技場: モリニュー・スタジアム 観客数: 0人 主審: ジョナサン・モス |  |

| 2021年2月11日 | バーンズリー (2) | 0 - 1    | チェルシー (1)    | バーンズリー                                                    |  |
| 20:00         |                  | レポート | エイブラハム 64分 | 競技場: オークウェル 観客数: 0人 主審: マーティン・アトキンソン |  |

## 準々決勝
組み合わせ抽選会は、2021年2月11日に行われた。
| 2021年3月20日 | ボーンマス (2) | 0 - 3    | サウサンプトン (1)                      | ボーンマス                                                                  |  |
| 12:15         |                | レポート | ジェネポ 37分 · レドモンド 45+1分, 59分 | 競技場: バイタリティ・スタジアム 観客数: 0人 主審: マーティン・アトキンソン |  |

| 2021年3月20日 | エヴァートン (1) | 0 - 2    | マンチェスター・シティ (1)            | リヴァプール                                                      |  |
| 17:30         |                  | レポート | ギュンドアン 84分 · デ・ブライネ 90分 | 競技場: グディソン・パーク 観客数: 0人 主審: マイケル・オリヴァー |  |

| 2021年3月21日 | チェルシー (1)                           | 2 - 0    | シェフィールド・ユナイテッド (1) | フラム, ロンドン                                                      |  |
| 13:30         | ノーウッド 24分 (o.g.) · ツィエク 90+2分 | レポート |                                  | 競技場: スタンフォード・ブリッジ 観客数: 0人 主審: アンディ・マドレー |  |

| 2021年3月21日 | レスター・シティ (1)                          | 3 - 1    | マンチェスター・ユナイテッド (1) | レスター                                                                |  |
| 17:00         | イヘアナチョ 24分, 78分 · ティーレマンス 52分 | レポート | グリーンウッド 38分              | 競技場: キング・パワー・スタジアム 観客数: 0人 主審: アンドレ・マリナー |  |

## 準決勝
組み合わせ抽選会は、2021年3月21日に行われた。
| 2021年4月17日 17:30 |

| チェルシー (1) | 1 - 0    | マンチェスター・シティ (1) |
| ツィエク 55分  | レポート |                            |

| ウェンブリー・スタジアム, ウェンブリー 観客数: 0人 主審: マイク・ディーン |

| 2021年4月18日 18:30 |

| レスター・シティ (1) | 1 - 0    | サウサンプトン (1) |
| イヘアナチョ 55分    | レポート |                    |

| ウェンブリー・スタジアム, ウェンブリー 観客数: 4,000人 主審: クリス・カヴァナー |

## 決勝
| 2021年5月15日 17:15 BST |

| チェルシー (1) | 0 - 1    | レスター・シティ (1) |
|                | レポート | ティーレマンス 63分  |

| ウェンブリー・スタジアム, ウェンブリー 観客数: 20,000人 主審: マイケル・オリヴァー |

| チェルシー | レスター・シティ |

| GK                 | 1  | ケパ・アリサバラガ       |      |      |
| CB                 | 28 | セサル・アスピリクエタ   |      | 76分 |
| CB                 | 6  | チアゴ・シウバ           |      |      |
| CB                 | 2  | アントニオ・リュディガー |      |      |
| RM                 | 24 | リース・ジェームズ       |      |      |
| CM                 | 7  | エンゴロ・カンテ         |      |      |
| CM                 | 5  | ジョルジーニョ           |      | 75分 |
| LM                 | 3  | マルコス・アロンソ       |      | 68分 |
| AM                 | 22 | ハキム・ツィエク         |      | 68分 |
| AM                 | 19 | メイソン・マウント       |      |      |
| CF                 | 11 | ティモ・ヴェルナー       | 40分 | 82分 |
| サブメンバー       |    |                          |      |      |
| GK                 | 16 | エドゥアール・メンディ   |      |      |
| DF                 | 15 | クル・ズマ               |      |      |
| DF                 | 21 | ベン・チルウェル         |      | 68分 |
| DF                 | 33 | エメルソン・パルミエリ   |      |      |
| MF                 | 10 | クリスチャン・プリシッチ |      | 68分 |
| MF                 | 20 | カラム・ハドソン＝オドイ |      | 76分 |
| MF                 | 23 | ビリー・ギルモア         |      |      |
| MF                 | 29 | カイ・ハフェルツ         |      | 75分 |
| FW                 | 18 | オリヴィエ・ジルー       |      | 82分 |
| 監督               |    |                          |      |      |
| トーマス・トゥヘル |    |                          |      |      |

| GK                     | 1  | カスパー・シュマイケル   |      |      |
| CB                     | 3  | ウェズレイ・フォファナ   | 36分 |      |
| CB                     | 6  | ジョニー・エヴァンズ     |      | 34分 |
| CB                     | 4  | チャーラル・ソユンジュ   |      |      |
| RM                     | 27 | ティモシー・カスターニュ |      |      |
| CM                     | 8  | ユーリ・ティーレマンス   |      |      |
| CM                     | 25 | ウィルフレッド・ディディ |      |      |
| LM                     | 33 | ルーク・トーマス         |      | 82分 |
| AM                     | 17 | アジョセ・ペレス         |      | 82分 |
| CF                     | 14 | ケレチ・イヘアナチョ     |      | 67分 |
| CF                     | 9  | ジェイミー・ヴァーディ   |      |      |
| サブメンバー           |    |                          |      |      |
| GK                     | 12 | ダニー・ウォード         |      |      |
| DF                     | 5  | ウェズ・モーガン         |      | 82分 |
| DF                     | 18 | ダニエル・アマルテイ     |      |      |
| DF                     | 21 | リカルド・ペレイラ       |      |      |
| MF                     | 10 | ジェームズ・マディソン   |      | 67分 |
| MF                     | 11 | マーク・オルブライトン   |      | 34分 |
| MF                     | 20 | ハムザ・チョードゥリー   |      | 82分 |
| MF                     | 24 | ナンパリス・メンディ     |      |      |
| MF                     | 26 | デニス・プラート         |      |      |
| 監督                   |    |                          |      |      |
| ブレンダン・ロジャーズ |    |                          |      |      |

| FAカップ 2020-2021 優勝 |
| ----------------------- |
| レスター・シティ 初優勝 |